# Varatão
Varatão (também chamado Waratton, Waratto, ou Warato; m. 686) foi o prefeito dos palácios da Nêustria e da Borgonha por duas ocasiões. O primeiro mandato durou de (680/681-682), quando da morte de Ebroíno, em 682. O segundo mando ocorreu com a deposição de seu filho Gistemário (ou Ghislemar) em 683-686)) e ele pode reassumir o cargo até sua morte.
Ele celebrou a paz entre os três reinos Francos em 681 com Pepino II.
Casou sua filha Anstrude com Bertário, mordomo da Nêustria e depois com o filho mais velho de Pepino, o Duque Drogo, Mordomo da Austrásia e da Borgonha.

## Casamentos e filhos
Ele casou-se com Ansfleda e teve dois filhos:
- Gistemário (m. 684), mordomo do palácio da Nêustria e da Borgonha (682)
- Anstrude, que casou-se com Bertário, mordomo do palácio da Nêustria e Borgonha (684-687), e depois com o Duque Drogo, mordomo da Austrásia e Borgonha (695-708).